# Just One Night
Albums de Eric Clapton
Backless
(1978) Another Ticket
(1981)
Singles
1. Tulsa Time (en)
Sortie : 1980
2. Blues Power
Sortie : 1980

Just One Night est le troisième album enregistré en public d'Eric Clapton depuis le début de sa carrière en solo. Il est paru le 16 avril 1980 sur le label RSO Records et a été produit par Clapton et Jon Astley.

## Historique
Cet album a été enregistré lors de la tournée mondiale de promotion de l'album Backless. Pour cette partie de la tournée qui débute à l'automne 1979 et entraine Clapton à travers l'Europe de l'Est, Israel et l'Asie, les musiciens du groupe qui l'accompagne ont changé. Exit les musiciens américains qui font place au All English Band composé du bassiste Dave Markee (Alan Price, Joan Armatrading…), du batteur de session Henry Spinetti, du claviériste Chris Stainton (Joe Cocker, Leon Russell…) et du guitariste Albert Lee.
Les enregistrements figurant sur cet album proviennent des concerts donnés les 3 et 4 décembre 1979 au Budokan Theatre de Tokyo au Japon.
On trouve la plupart des thèmes classiques de Clapton dont After Midnight (J.J. Cale), la reprise Setting me up de Mark Knopfler, chantée ici par Albert Lee, et des titres de l'album Slowhand : Cocaine (J.J. Cale), Lay Down Sally (en), Wonderful Tonight et aussi une longue improvisation sur le Double Trouble d'Otis Rush.
Cet album se classa à la 2e place du Billboard 200 aux États-Unis et à la 3e place des charts britanniques. En France, il atteindra la 21e place des meilleures ventes de disques.

## Liste des titres

### Disque 1 ou Cd 1
Face 1
1. Tulsa Time (en) (Danny Flowers) – 4:00
2. Early In The Morning (Traditionnel) – 7:11
3. Lay Down Sally (en) (Clapton, Marcy Levy, George Terry) – 5:35
4. Wonderful Tonight (Clapton) – 4:42

Face 2
1. If I Don't Be There By Morning (Bob Dylan, Helena Springs) – 4:26
2. Worried Life Blues (Big Maceo Merriweather) – 8:28
3. All Our Past Times (Clapton, Rick Danko) – 5:00
4. After Midnight (J.J. Cale) – 5:38

### Disque 2 ou Cd 2
Face 3
1. Double Trouble (Otis Rush) – 8:17
2. Setting Me Up (en) (Mark Knopfler) – 4:35
3. Blues Power (Clapton, Leon Russell) – 7:23

Face 4
1. Ramblin' on My Mind/Have You Ever Loved a Woman (Robert Johnson/Traditionnel/Billy Myles) – 8:48
2. Cocaine (J.J. Cale) – 7:39
3. Further On Up The Road (Joe Medwick, Don Robey) – 7:17

## Musiciens
- Eric Clapton : chant, guitare solo et rythmique
- Albert Lee : guitare, claviers, chœurs, chant sur Setting Me Up
- Dave Markee : basse
- Chris Stainton : claviers
- Henry Spinetti : batterie, percussions

## Charts & certifications
| Pays             | Durée du classement | Meilleur classement |
| ---------------- | ------------------- | ------------------- |
| Allemagne        | 19 semaines         | 16e                 |
| Canada           | 23 semaines         | 7e                  |
| États-Unis       | 31 semaines         | 2e                  |
| France           | 20 semaines         | 21e                 |
| Norvège          | 12 semaines         | 13e                 |
| Nouvelle-Zélande | 16 semaines         | 3e                  |
| Pays-Bas         | 5 semaines          | 36e                 |
| Royaume-Uni      | 12 semaines         | 3e                  |
| Suède            | 1 semaines          | 44e                 |
| Suisse           | 10 semaines         | 3e                  |

| Pays        | Certification | Ventes    | Date       |
| ----------- | ------------- | --------- | ---------- |
| Canada      | Platine       | 100 000 + | 01/03/1981 |
| États-Unis  | Or            | 500 000 + | 23/06/1980 |
| Royaume-Uni | Argent        | 60 000 +  | 02/07/1980 |

### Charts singles
| Année | Single      | Chart           | Durée du classement | Position |
| ----- | ----------- | --------------- | ------------------- | -------- |
| 1980  | Tulsa Time  | Hot 100         | 14 semaines         | 30e      |
| 1980  | Tulsa Time  | RPM Top Singles | 12 semaines         | 3e       |
| 1980  | Tulsa Time  | Top 100         | 7 semaines          | 58e      |
| 1980  | Blues Power | Hot 100         | 5 semaines          | 76e      |